# Villa Biscossi
Villa Biscossi é uma comuna italiana da região da Lombardia, província de Pavia, com cerca de 73 habitantes. Estende-se por uma área de 5 km², tendo uma densidade populacional de 15 hab/km². Faz fronteira com Galliavola, Lomello, Mede, Pieve del Cairo.

## Demografia
| Variação demográfica do município entre 1861 e 2011                               |
|                                                                                   |
| Fonte: Istituto Nazionale di Statistica (ISTAT) - Elaboração gráfica da Wikipedia |